# Humberto II da Itália
Humberto II (em italiano: Umberto Nicola Tommaso Giovanni Maria di Savoia; Racconigi, 15 de setembro de 1904 – Genebra, 18 de março de 1983), apelidado de "o Rei de Maio", foi o último Rei da Itália entre maio e junho de 1946. Era o único filho homem do rei Vítor Emanuel III e da princesa Helena de Montenegro.
Teve a educação típica dos príncipes europeus da sua época, iniciando desde jovem a sua carreira militar no exército italiano. Já sob a vigência da ditadura de Benito Mussolini, Humberto viria a ascender à patente de general. Casou, em 8 de janeiro de 1930, na Capela Paulina do Palácio do Quirinal, em Roma, com a princesa Maria José da Bélgica, filha do rei Alberto I da Bélgica, de quem teve quatro filhos: Maria Pia e Vítor Emanuel, Príncipe de Nápoles, Maria Gabriela e Maria Beatriz.
Embora se tenha mantido afastado dos fascistas, comandou alguns regimentos quando da participação do seu país na Segunda Guerra Mundial. Após a libertação do país da ocupação nazista, Humberto foi nomeado "Tenente-General do Reino", em junho de 1944, quando a figura de seu pai estava já bastante desgastada, dada a passividade que sempre mostrara para com Mussolini. Em 9 de maio de 1946, tornou-se rei de Itália, após a abdicação de seu pai, numa última tentativa de salvar a monarquia.
Na verdade, reinou apenas durante um mês, pois em 2 de junho seguinte, os italianos pronunciaram-se, em referendo, pela instauração da república (ainda que por uma curta margem de diferença). Dias depois o rei seguiu para o exílio, instalando-se em Cascais, Portugal, nunca lhe tendo sido concedida autorização para regressar a Itália. Faleceu em 1983 em Genebra na Suíça, encontra-se sepultado na Abadia de Hautecombe, Saint-Pierre-de-Curtille, na França.

## Juventude

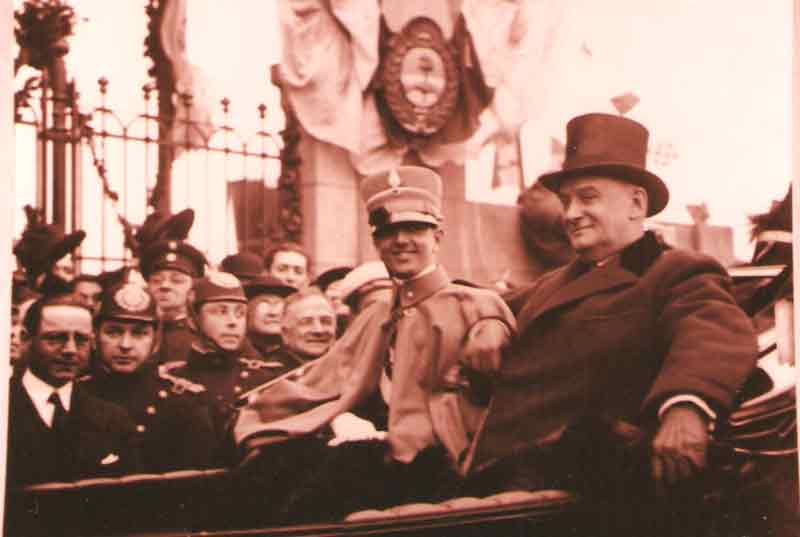
Humberto de Saboya sendo recebido no porto de Buenos Aires pelo presidente, Marcelo Torcuato de Alvear, em Agosto de 1924

Nascido Umberto Nicola Tommaso Gennaro Maria di Savoia, Príncipe do Piemonte, era o terceiro filho do casamento entre Vítor Emanuel III (1869-1947) e Helena Petrović-Njegos (1873-1953), filha do rei Nicolau I de Montenegro. Como herdeiro do trono italiano, ele usou o título de Príncipe do Piemonte.
Em 19 de novembro de 1923, foi nomeado Cavaleiro da Ordem do Tosão de Ouro pelo rei Afonso XIII de Espanha.
Neste caráter ele fez inúmeras turnês diplomáticas representando a coroa italiana, sendo a mais lembrada sua viagem à América do Sul em 1924, na qual ele visitou o Brasil, Argentina e Chile. No Brasil, visitou a Bahia, e teve recepções apoteóticas das colônias de imigrantes italianos estabelecidas nas cidades de São Paulo e Buenos Aires. Depois ele atravessou a cordilheira dos Andes e chegou a Santiago do Chile. Em 1929, ele sofreu uma tentativa de assassinato na Bélgica, pelas mãos do antifascista italiano Fernando De Rosa. Em 1930, ele casou-se com a princesa Maria José da Bélgica (1906-2001), filha do rei Alberto I.

## Rei da Itália

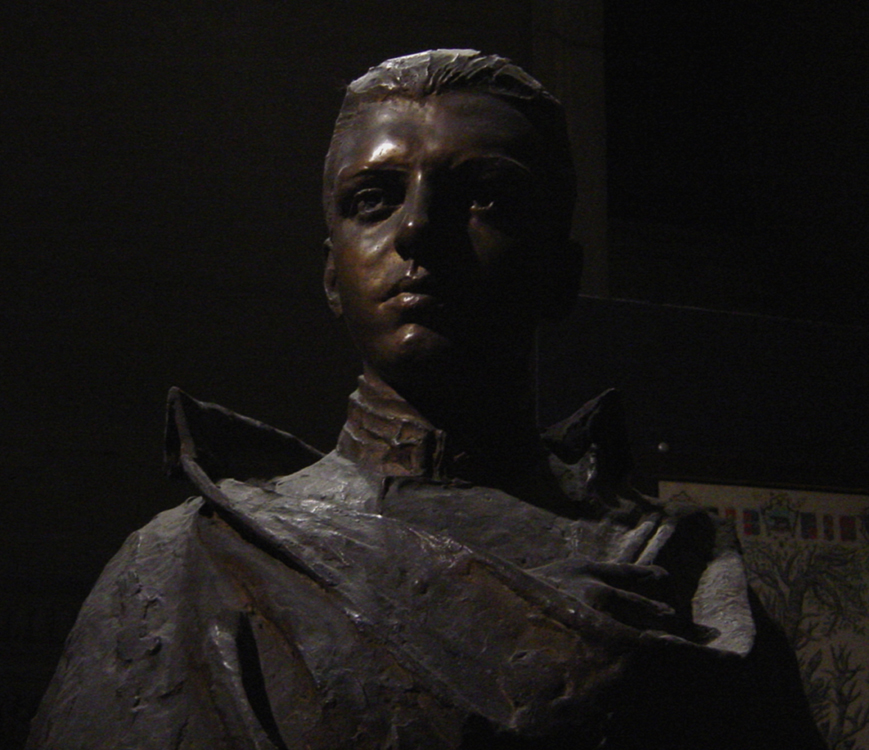
Busto de Humberto II fundido em bronze em 1935, antes de sua ascensão ao trono.

Após a libertação de Roma pelos aliados em 1944, tornou-se "Tenente-General do Reino", assumindo as funções de chefe de estado pela situação comprometedora em que seu pai estava, dado seu papel na ascensão ao poder por parte de Benito Mussolini. Finalmente, Vítor Emanuel III teve que abdicar em favor de seu filho Humberto em 9 de maio de 1946. Renunciou ao título de rei da Albânia, reivindicado por seu pai após a invasão italiana deste país, pedindo pessoalmente perdão ao rei Zog I pela usurpação de seu trono.
Humberto II só pôde reinar por 33 dias, até 12 de junho, pois teve que aceitar os resultados do plebiscito realizado em 2 de junho de 1946, no qual, oficialmente por dois milhões de votos, mas sob suspeita por parte de setores monárquicos de manipulação do resultado, os italianos optarem pela República como forma de Estado. A Santa Sé estava tão convencida do resultado fraudulento da consulta que se recusou a receber os presidentes da República Italiana por mais de quinze anos.
Humberto de Saboia partiu para o exílio e estabeleceu sua residência habitual em Cascais, Portugal, com o nome de Villa Italica. Anos depois, ele se estabeleceu em Genebra, na Suíça, de onde pediu repetidamente ao governo italiano que lhe permitisse retornar à Itália por razões humanitárias. Para isso, teve o apoio do rei da Espanha, Juan Carlos, nascido precisamente em Roma. No entanto, para tornar isso possível, era necessária uma reforma da constituição da República, que tinha a oposição tenaz, entre outras forças, da bancada comunista.[carece de fontes?]
Humberto II morreu no Hospital Cantonal em Genebra na Suíça no dia 18 de março de 1983 sem ver cumprido seu desejo de pisar em sua pátria natal. Ele foi enterrado em 24 de março de 1983 na Abadia de Hautecombe, na cidade de Saint-Pierre-de-Curtille, Saboia. Seu testamento incluía a doação ao Papa do Santo Sudário de Turim e o pedido para ser enterrado com o selo real dos Saboias, um pedido que foi considerado um sinal inequívoco de que ele considerava que a dinastia dos monarcas da Itália havia expirado com ele.

## Romances

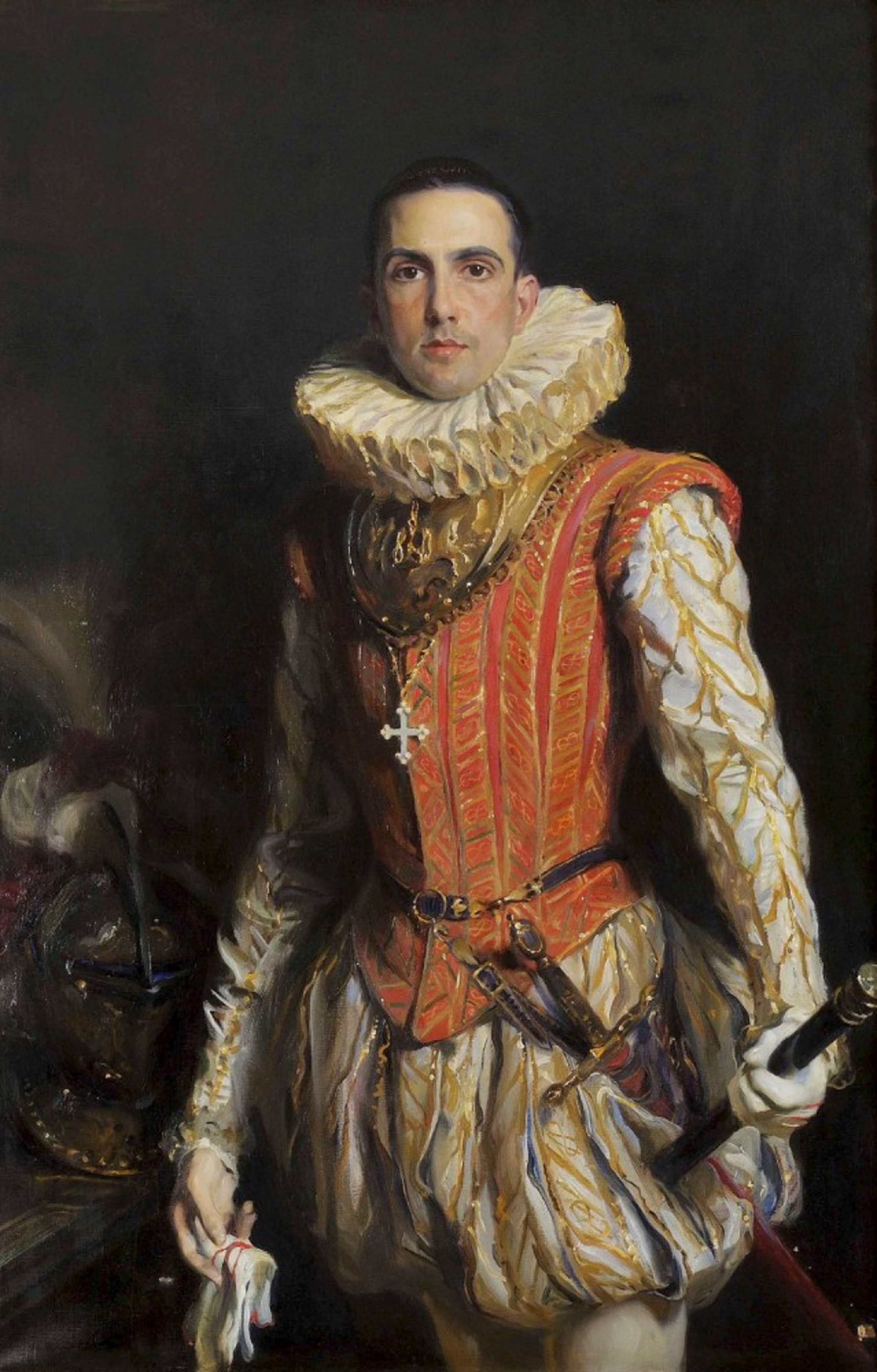
Retrato por Philip de László, 1928

Quando jovem, o epiceno Humberto era conhecido principalmente por sua perseguição de jovens oficiais bonitos. Um de seus amantes, Enrico Montanari, lembrou como tenente, em 1927, Turim, que o príncipe lhe deu um isqueiro de prata com a inscrição "Dimmi di si!" ("Diga sim para mim!"). Montanari lembrou que ele foi "seduzido" pelos presentes luxuosos que Humberto lhe deu. Em uma ruptura com as tradições da Casa da Saboia, Humberto era um católico intenso, descrito por seu biógrafo Domenico Bartoli como "quase ao ponto do fanatismo", mas não conseguiu resistir ao que chamou de seus impulsos homossexuais "satânicos". Humberto foi descrito como um homem "sensual" que ansiava constantemente por sexo, mas sempre se sentiu muito culpado e atormentado depois por violar o ensino católico de que homossexualidade e a luxúria são pecados. Para compensar o que ele chamou de "fardo devastador" de sua vida, Humberto passou muito tempo orando pelo perdão divino por sua homossexualidade. Um biógrafo escreveu sobre Humberto que ele estava "sempre correndo entre capela e bordel, do confessionário a casas de banhos masculinas". Ele gostava de oficiais de famílias abastadas. Segundo o diretor e aristocrata Luchino Visconti, em sua autobiografia, ele e Humberto tiveram um relacionamento homossexual durante a juventude na década de 1920.
Vários acadêmicos exploraram a homossexualidade de Humberto. Já na década de 1920, Mussolini havia coletado um dossiê sobre sua vida privada para fins de chantagem. Certamente, durante a guerra, os jornais afirmaram que Humberto era homossexual e as informações continuaram a ser divulgadas antes do referendo do pós-guerra sobre a monarquia, na esperança de influenciar o resultado. No entanto, não está claro até que ponto esses rumores poderiam ser substanciados. O costume de Humberto de dar uma flor-de-lis feita de pedras preciosas a jovens oficiais em sua comitiva era bem conhecido, e os amantes de Humberto podem ter incluído Luchino Visconti e Jean Marais. Havia um ex-tenente do exército que publicou detalhes dos avanços de Humberto para com ele. Com exceção das aparições públicas, Humberto e Maria José geralmente viviam separados.

## Títulos, estilos, e honrarias

Monograma de Humberto.

### Títulos e estilos
- 15 de setembro de 1904 – 29 de setembro de 1904: "Sua Alteza Real, o Príncipe Humberto de Saboia"
- 29 de setembro de 1904 – 9 de maio de 1946: "Sua Alteza Real, o Príncipe do Piemonte"
- 9 de maio de 1946 – 12 de junho de 1946: "Sua Majestade, o Rei da Itália"
- 12 de junho de 1946 – 18 de março de 1983: "Sua Majestade, o Rei Humberto II da Itália"

### Honrarias
Enquanto monarca da Itália, Humberto II foi Grão-Mestre das seguintes Ordens:
- Ordem dos Santos Maurício e Lázaro
- Ordem de Santo André
- Ordem da Coroa da Itália

Estrangeiras
- Cavaleiro da Ordem Suprema de Cristo
- Grã-Cruz da Ordem Equestre do Santo Sepulcro de Jerusalém
- Grã-Cruz da Ordem Soberana e Militar de Malta
- Colar da Ordem do Merito Melitensi
- Colar da Santa Ordem Militar Constantiniana de São Jorge
- Cavaleiro da Ordem do Tosão de Ouro
- Colar da Ordem de Carlos III
- Grã-Cruz da Ordem de Santo Olavo
- Cavaleiro da Ordem do Serafim
- Cavaleiro da Ordem da Águia Negra

## Genealogia
| Humberto II da Itália | Pai: Vítor Emanuel III da Itália | Avô paterno: Humberto I da Itália    | Bisavô paterno: Vítor Emanuel II da Itália |
| Humberto II da Itália | Pai: Vítor Emanuel III da Itália | Avô paterno: Humberto I da Itália    | Bisavó paterna: Adelaide da Áustria        |
| Humberto II da Itália | Pai: Vítor Emanuel III da Itália | Avó paterna: Margarida de Saboia     | Bisavô paterno: Fernando de Saboia         |
| Humberto II da Itália | Pai: Vítor Emanuel III da Itália | Avó paterna: Margarida de Saboia     | Bisavó paterna: Maria Isabel da Saxônia    |
| Humberto II da Itália | Mãe: Helena de Montenegro        | Avô materno: Nicolau I de Montenegro | Bisavô materno: Mirko Petrović-Njegoš      |
| Humberto II da Itália | Mãe: Helena de Montenegro        | Avô materno: Nicolau I de Montenegro | Bisavó materna: Anastasija Martinović      |
| Humberto II da Itália | Mãe: Helena de Montenegro        | Avó materna: Milena Vukotić          | Bisavô materno: Petar Vukotić              |
| Humberto II da Itália | Mãe: Helena de Montenegro        | Avó materna: Milena Vukotić          | Bisavó materna: Jelena Voivodić            |